# コスモス街道
「コスモス街道」（コスモスかいどう）は、1977年8月25日に発売された狩人の2枚目のシングル。

## 解説
シングル売上は累計60万枚（オリコンでは約40万枚）。
狩人のデビュー曲で最大のヒット・シングルとなった「あずさ2号」のメロディーをほぼ踏襲しているが、大ヒットした作品の次に同系統の曲調の作品を出す手法は、レコードセールス戦略上しばしば採用されている。

## 収録曲
- 両楽曲共に、作詞：竜真知子／作曲・編曲：都倉俊一

1. コスモス街道（4分16秒）
2. 秋風にからまわり（3分50秒）